# Felipe Ruvalcaba
José Felipe Ruvalcaba Cisneros (ur. 16 lutego 1941 w La Experiencii, zm. 4 września 2019) – meksykański piłkarz występujący na pozycji pomocnika.

## Kariera klubowa
W swojej karierze Ruvalcaba reprezentował barwy zespołów CD Imperio, CD Oro oraz Deportivo Toluca. Wraz z Oro w sezonie 1962/1963 zdobył mistrzostwo Meksyku. W sezonie 1967/1968 powtórzył to osiągnięcie z Toluką.

## Kariera reprezentacyjna
W reprezentacji Meksyku Ruvalcaba grał w latach 1963–1967. W 1962 roku został powołany do kadry na Mistrzostwa Świata. Nie zagrał jednak na nich ani razu, a Meksyk odpadł z turnieju po fazie grupowej.
W 1964 roku wziął udział w Letnich Igrzyskach Olimpijskich, zakończonych przez Meksyk na rundzie grupowej. W 1966 roku ponownie znalazł się w drużynie na Mistrzostwa Świata. Na nich również nie wystąpił w żadnym spotkaniu, a Meksyk ponownie zakończył turniej na fazie grupowej.